# Iván Noel
Pour les articles homonymes, voir Noël (homonymie).
Iván Noel, pseudonyme de Yves Noel Couldrey, né en octobre 1968 à Beyrouth et mort le 19 juillet 2021 à Alta Gracia en Argentine, est un réalisateur indépendant, condamné par la justice pour des faits de pédocriminalité.
Le thème récurrent de ses films est la psychologie adolescente mettant en scène de jeunes enfants.

## Biographie
Né à Beyrouth au Liban en octobre 1968, il a la double nationalité britannique et française. Il suit ses études au Collège de San Francisco de Paula.
Iván Noel souhaite devenir réalisateur de films mais ne suit aucune école de cinéma : il s'est mis à la réalisation en finançant lui-même ses premiers films à petit budget, puis en faisait appel ensuite à des pré-financeurs bénévoles.
Durant de nombreuses années, les travaux d'Iván Noel ont été accusés de faire l'apologie de la pédophilie mettant en scène des jeunes enfants. Il habite dans plusieurs pays : Angleterre, Inde, France, Espagne et Argentine où il y réalise à chaque fois des films différents.
Il se suicide à son domicile le 19 juillet 2021 en mettant en scène sa mort au travers d'une vidéo qu'il met en ligne sur sa chaîne Youtube, il lit alors en anglais une lettre destiné à ses amis et soutiens sous forme de lettre d'adieu.

## Accusations de viol
Lors du tournage du film Lamb of God tourné en 2018, trois jeunes adolescents déposent une plainte pour viol contre Iván Noel. De nombreuses images et vidéos du film se retrouvent sur des sites pédopornographiques ainsi que des extraits que l'on ne retrouve pas au montage. Les plaintes déposées débouchent alors sur une perquisition mettent en avant de nombreuses vidéos produites par Noel dans ses différents films sans le consentement des jeunes acteurs, souvent nus.

## Condamnations pour pédocriminalité
Il est incarcéré pendant deux ans en France en 1993 à la suite d'une perquisition à son domicile où les enquêteurs ont retrouvé du contenu pédopornographique qu'il avait lui même produit mettant en scène de jeunes enfants de 13 ans à 15 ans. Ivan Noel déclarera que ces films ont été produits sur commande d'un autre pédocriminel français (Bernard Alapetite), chef d'un réseau pédopornographique en Europe et condamné à de multiples reprises,,.
En 2015, un mandat d'arrêt international est émis par Interpol à son encontre dans le cadre d'une enquête menée en France.
Il est condamné par la justice française en 2019 à douze ans de réclusion criminelle pour viol sur mineur, mais n'exécutera pas sa peine car l'extradition est refusée par l'Argentine.

## Enquête du magazine Society
Trois journalistes du magazine français Society, Emmanuelle Andreani, Léo Ruiz et Guillaume Vénétitay, ont enquêté plusieurs mois sur le réalisateur pour retracer son parcours de pédocriminel. On y apprend notamment les débuts criminels d'Ivan Noel avec sa première victime. L'enquête des journalistes français révèle ainsi comment Ivan Noel procédait lors de ses tournages et la manière dont il quittait immédiatement un pays pour un autre dès que des plaintes étaient déposées contre lui. L'enquête révèle également que sur les plateaux de tournage, il y avait en plus de la caméra officielle, une seconde, plus petite qui enregistrait l'intimité du tournage, hors de la vue des parents présents et dont les extraits seront retrouvés sur des sites pédopornographiques. Certains donateurs et mécènes auxquels Ivan Noel faisait appel étaient également présents lors de tournages,.

## Filmographie
- 2008 : En tu ausencia
- 2009 : Brecha
- 2010 : Primaria !
- 2012 : Vuelve
- 2014 : Limbo
- 2015 : Ellos Volvieron
- 2016 : La tutora
- 2017 : 9 Meals From Chaos